# 着差
着差（ちゃくさ）とは競走において、ある競走対象がゴールに到達した時点とほかの競走対象がゴールに到達した時点の差を時間や距離などを単位として表したものである。

## 競馬以外の競技の場合
競輪ではおもに「車輪」、「車身」で表す。車輪は「W」、車身は「B」と略されることがある。8分の1車輪よりも小差の場合は「タイヤ」、さらに差が小さい場合には「微差」が用いられる。逆に10車身を超える場合は日本の競馬と同じく「大差」と表される。
競艇では各艇のレースタイムが発表されるので、そこからタイム差を計算することは可能である。オートレースではレース結果の着差を発表しない。